# Governo di rotazione
Un governo di rotazione (anche chiamato, in alcuni ordinamenti, governo di alternanza) è un tipo di governo che può essere formato in un sistema parlamentare. 
Esso ha la particolarità di veder cambiare (o, per l’appunto “ruotare” o “alternarsi”), durante il suo mandato, l'individuo che ricopre la carica di Primo Ministro all'interno dello stesso governo, a volte senza dover riottenere un voto di fiducia dall’organo legislativo. 
Tale tipo di governo può formarsi sia fra membri dello stesso blocco o partito politico, che come parte di una coalizione tra partiti diversi, spesso abbastanza distanti ideologicamente. 
Di solito, questa alternanza è guidata dalla convenzione costituzionale; tuttavia, Israele è l’unico paese che ha codificato tale meccanismo di rotazione all’interno della sua costituzione, anche per via del fatto che è (ed è stata) la nazione in cui ve ne sono stati di più ed in modo più frequente. 
Anche in giro per il mondo, a partire dal 2020, si sono formati diversi governi di rotazione: esempi sono l’Irlanda, la Malesia, la Romania e la Bulgaria. Sebbene però vi siano stati alcuni casi di questo tipo, ancor meno sono stati quei governi che effettivamente sono riusciti ad attuare una rotazione di successo: al 2022, solo Israele (Governo Bennett-Lapid), seppur difficoltosamente, Irlanda (Governo Martin I-Varadkar II-Harris) e Romania (Governi Ciucă e Ciolacu I) vi sono riusciti, mentre negli altri casi, o la rotazione non ha ancora avuto luogo (come in Irlanda e Romania) o il governo è caduto prima che potesse verificarsi (come in Bulgaria e Malesia).

## Esempi storico-mitologici

### Mitologia greca
Negli scritti di Diodoro e la Biblioteca di Pseudo-Apollodoro, i figli di Edipo, Eteocle e Polinice, avrebbero deciso di condividere la regalità di Tebe, ruotando di ruolo ogni anno. Tuttavia, una volta terminato il primo anno di re per Eteocle, egli rifiutò di rinunciare al regno, esiliando Polinice, che trovò alleati ad Argo per riconquistare la città, raccontata negli eventi della tragedia di Eschilo, “I Sette contro Tebe”.

## Esempi contemporanei

### Germania
In seguito al risultato delle elezioni federali del 2005, venne considerato un governo di rotazione tra CDU e SPD; sotto di esso, l'allora cancelliere in carica, Gerhard Schröder dell’SPD avrebbe continuato a governare il paese fino al 2007, a quel punto Angela Merkel della CDU sarebbe subentrata per i restanti due anni. Tuttavia, questo accordo venne respinto dalla CDU, che, infine, optò per una grande coalizione senza rotazione, con Angela Merkel come cancelliera per l'intero mandato.

### Irlanda

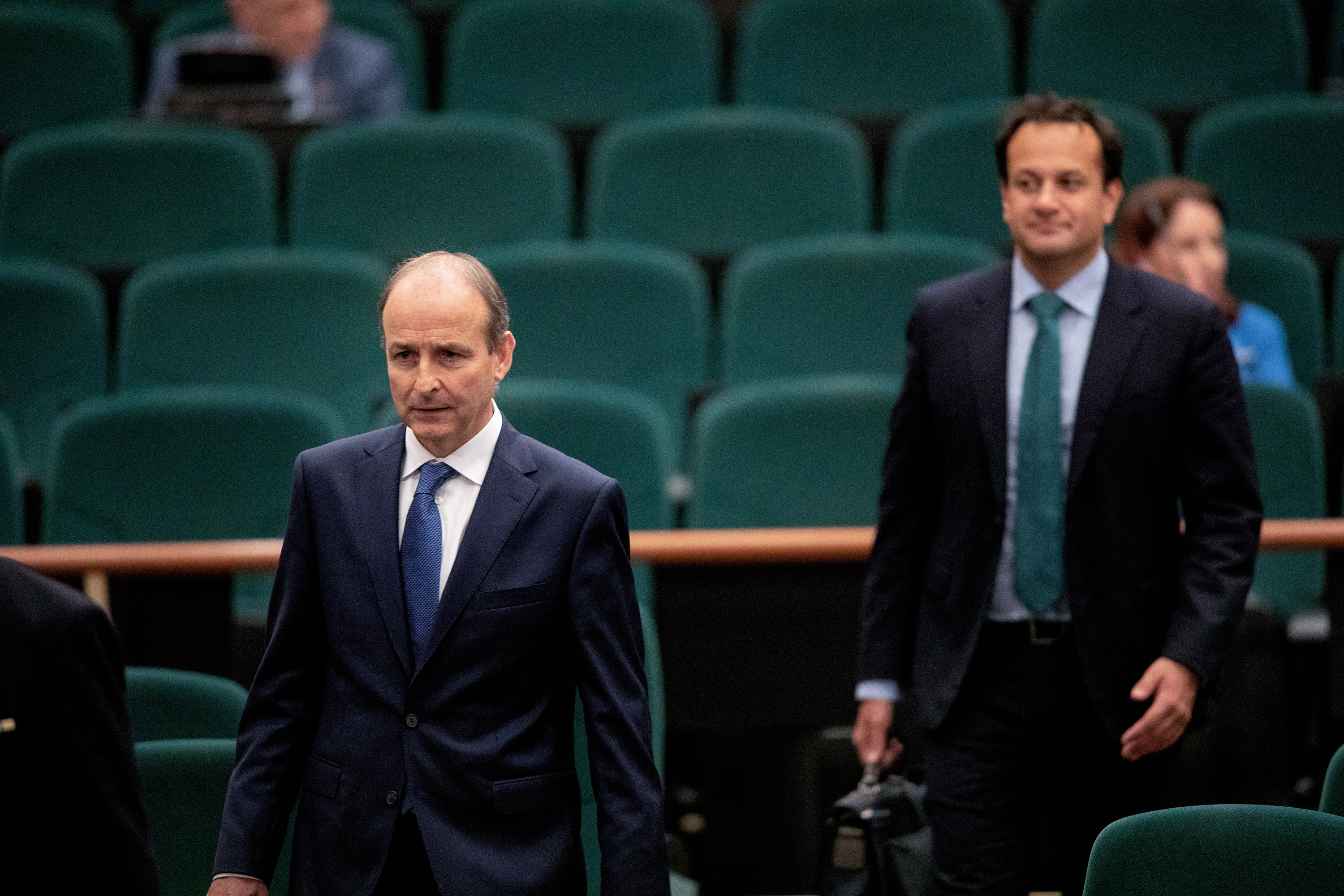
Il Taoiseach Micheál Martin (illo tempore) ed il Tánaiste Leo Varadkar (illo tempore) il giorno del conferimento della fiducia al governo, 27 giugno 2020

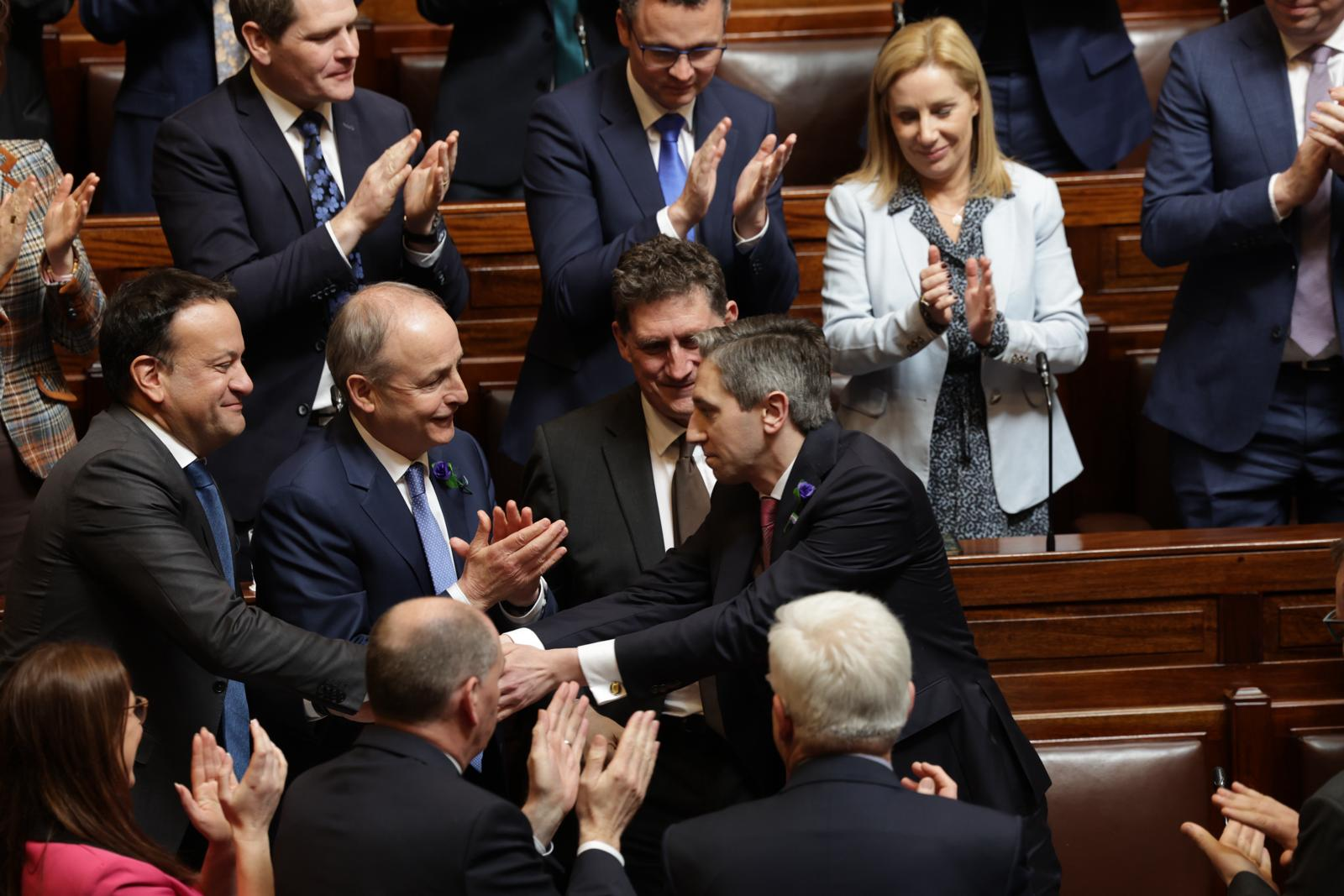
Il Taoiseach Simon Harris (a destra) stringe la mano all’uscente Taoiseach Leo Varadkar (a sinistra), nel mezzo, vicino a Varadkar, il Tánaiste Micheál Martin, il giorno del conferimento della fiducia al governo, 9 aprile 2024

Dopo le elezioni generali irlandesi del 2020, il 27 giugno dello stesso anno è stato concordato un governo di rotazione, sostenuto dalla coalizione di Fianna Fáil, Fine Gael e Partito Verde, tra Micheál Martin (che ha fatto da Taoiseach fino al 17 dicembre 2022) e Leo Varadkar, succedutogli lo stesso giorno.
È stato il primo governo di rotazione della storia politica del paese.
Il 9 aprile 2024, per rimpasti interni al partito Fine Gael, Simon Harris sostituisce Leo Varadkar, lasciando il governo pressoché invariato nei suoi accordi.

### Israele

#### Prima della codificazione
Israele è stato il primo paese ad impiegare un governo di rotazione (in ebraico ממשלת רוטציה‎? “memshelet rotatzia”) nel 1984, a seguito delle trattative per la formazione di un governo di grande coalizione dopo le inconcludenti elezioni del 1984. 
Al tempo, l'accordo di rotazione non era vincolante né ancora codificato: de iure, infatti, il governo di rotazione consistette in due governi successivi, uno formato nel 1984 e presieduto da Shimon Peres della “Coalizione Allineamento”, l’altro costituito nel 1986 e presieduta da Yitzhak Shamir di “Likud”, ma la cui appartenenza e la distribuzione del portafoglio erano altrimenti identici. 
Inoltre, poiché il governo di rotazione del 1984 consisteva formalmente in due governi "ordinari", il primo ministro poteva licenziare unilateralmente ministri dal blocco del primo ministro supplente: infatti, Shimon Peres costrinse il ministro delle finanze del Likud, Yitzhak Moda'i, a dimettersi, nonostante le obiezioni di Shamir.
Andando avanti con gli anni, dopo le elezioni del 2015, l'Unione Sionista lanciò altresì l'idea di formare un governo di rotazione all'interno del partito tra i suoi co-leader, Isaac Herzog e Tzipi Livni, in cui Herzog avrebbe servito per i primi due anni e Livni per gli ultimi due, sebbene, alla fine, Livni stesso annunciò il 16 marzo 2015 che solo Herzog sarebbe stato primo ministro di un governo guidato dall'Unione sionista.

#### Dopo la codificazione (2020)

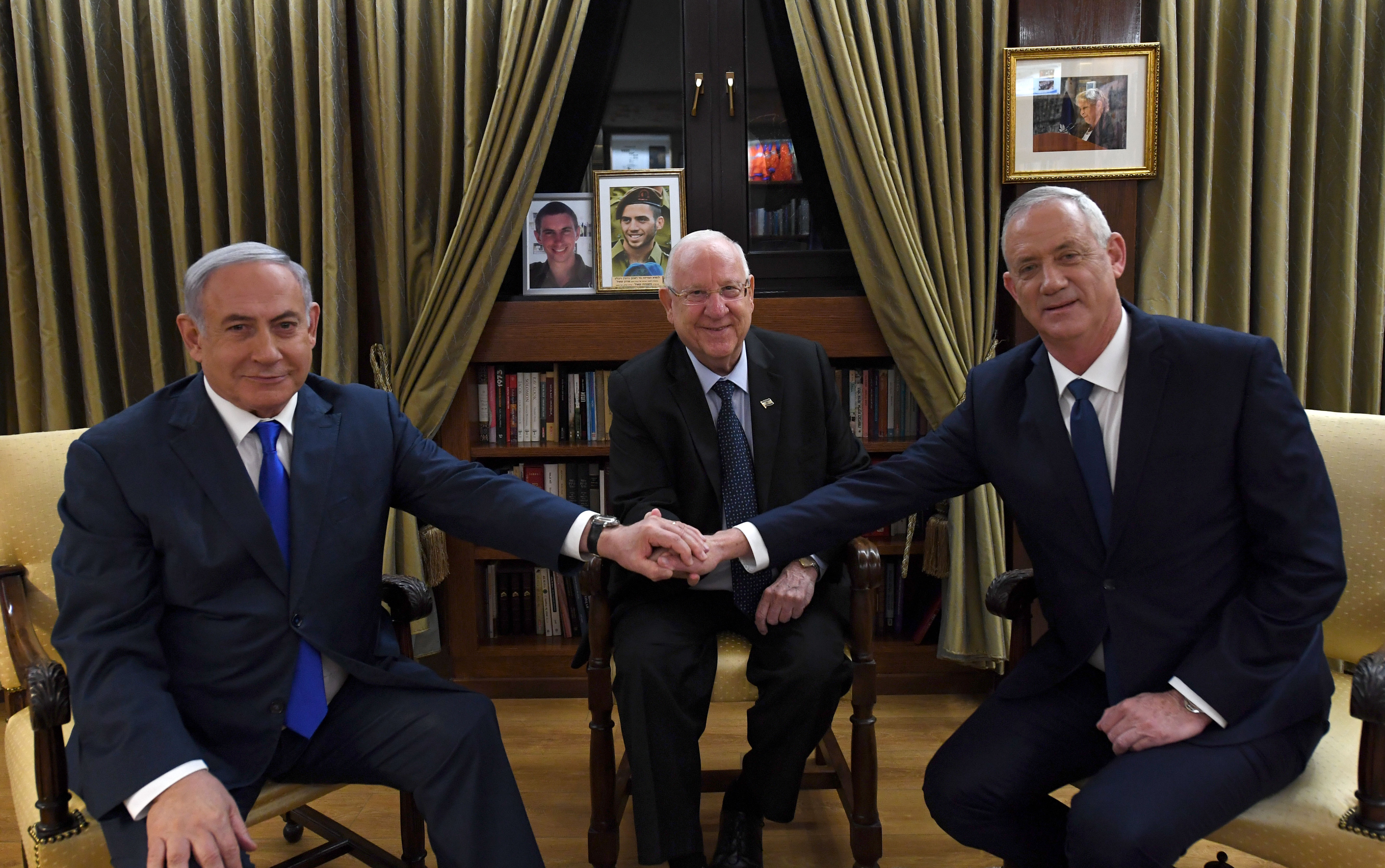
Foto dei due Leader Benjamin Netanyahu (Likud) e Benny Gantz (Blu e Bianco) con il Presidente Reuven Rivlin (illo tempore) poco prima di stipulare l’accordo per creare il primo governo di rotazione codificato del paese

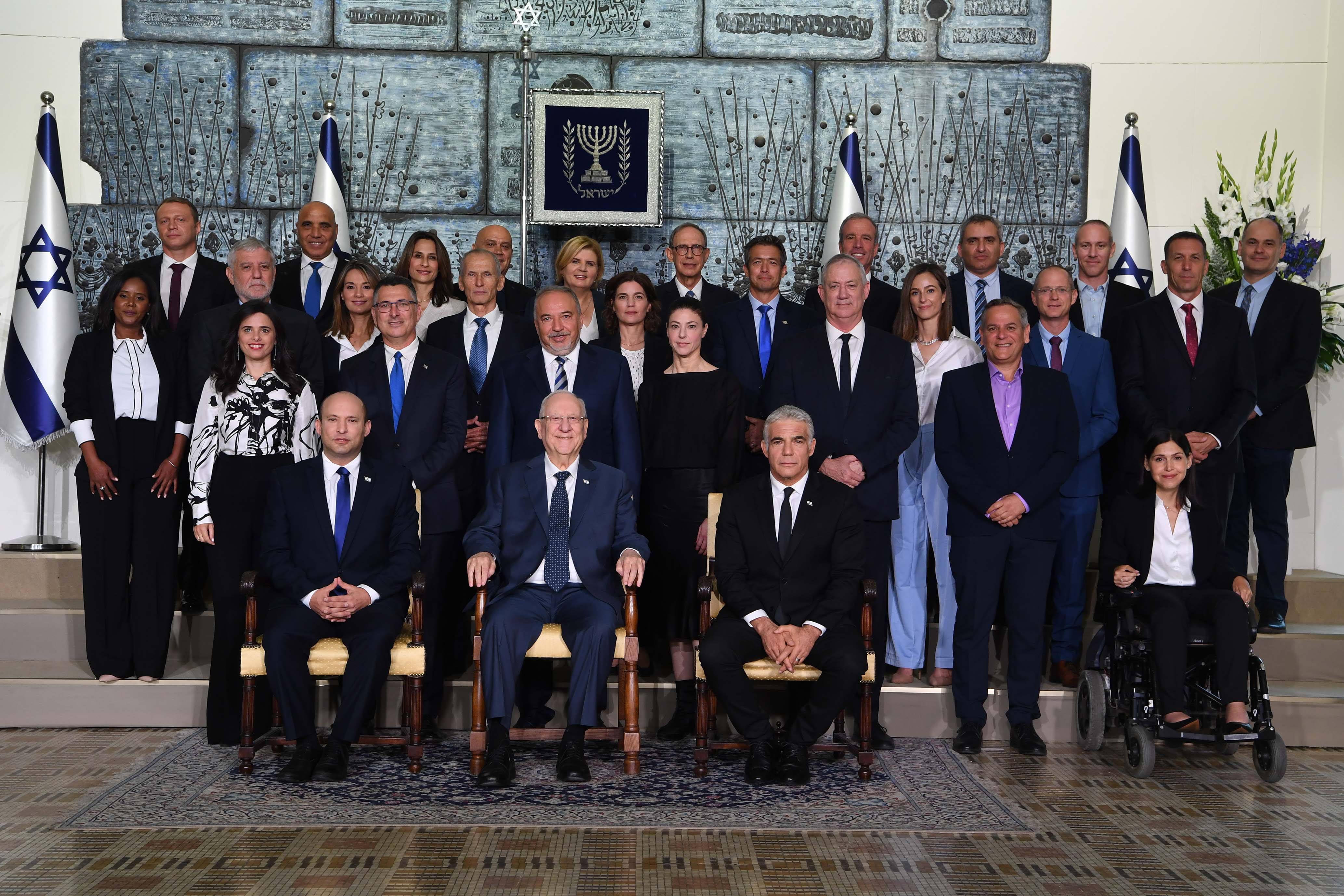
Foto del Governo Bennett-Lapid, il primo governo di rotazione riuscito della storia di Israele dalla codificazione della norma nel 2020. In basso, vediamo il Primo ministro (illo tempore) Naftali Bennett, il Presidente Reuven Rivlin (illo tempore) ed il Primo ministro supplente (illo tempore) Yair Lapid

L'idea di una grande coalizione basata su un governo di rotazione ha preso nuovamente piede durante la “crisi politica israeliana del 2019-2021” ed i relativi negoziati per la formazione del Governo Netanyahu V, in seguito alle elezioni parlamentari del 2020.
A differenza del 1984, tuttavia, ampi cambiamenti furono fatti nella Legge fondamentale di Israele, al fine di stabilire una rotazione vincolante e codificata, sotto un meccanismo noto come "governo d’alternanza" (in ebraico ממשלת חילופים‎? “Memshelet chilufim”). 
In base a queste modifiche, il mandato del primo ministro iniziale sarebbe scaduto automaticamente una volta giunto il momento della rotazione, e le posizioni sarebbero state, di conseguenza, automaticamente scambiate con il primo ministro supplente, senza la necessità di formare formalmente un nuovo governo e riottenere la fiducia. In questo tipo di governo, lo status del primo ministro supplente è legalmente radicato a quello del primo ministro iniziale: per esempio, il primo ministro deve ottenere l'approvazione del primo ministro supplente prima di rimuovere i ministri di governo.
Legalmente parlando, tuttavia, per quanto legittima, la codificazione legale del meccanismo di rotazione in sé, ha attirato una serie di critiche e controversie pubbliche e dei media, portando addirittura la Corte suprema di Israele a pronunciarsi per far sì che fosse revisionato tale accordo di modifica, per quanto l’istanza sia fallita visto che la legge non era ancora stata nemmeno approvata. Dopo l'approvazione in seconda e terza lettura di quest’ultima, le istanze sono state ripresentate, ma non hanno avuto comunque successo.
In seguito a queste modifiche, dunque, il primo “governo di alternanza” è stato il trentacinquesimo governo israeliano, che ha visto la formazione di un accordo di  rotazione tra i partiti Likud e Blu e Bianco, sebbene il Governo sia caduto prima che la rotazione potesse essere attuata. 
Nonostante la natura apparentemente rara che gli emendamenti del 2020 prevedevano, la proposta (poi attuata) di un governo di rotazione si è rinvigorita poco dopo le elezioni del 2021 e, in seguito a svariati negoziati, il trentaseiesimo governo è nato proprio su queste basi. Tra l’altro, questo è stato il primo vero governo di rotazione codificato ad essersi attuato, seppur in un contesto di crisi, con la rotazione che è avvenuta il 1º luglio 2022.

#### Caratteristiche di un governo di alternanza dal 2020
In particolare, l’emendamento della Legge fondamentale di Israele (la costituzione del paese), alla sezione “Il Governo”, afferma testualmente che:
“[…] In un governo di alternanza, il primo ministro supplente è un membro della Knesset [n.d.r il Parlamento Israeliano] designato a servire come primo ministro, e in seguito alla rotazione, anche l’ex-primo ministro, divenuto supplente, è un membro della Knesset. Il primo ministro in carica e il primo ministro supplente prestano giuramento insieme. […]”
Secondo la stessa legge, inoltre: “[…] Il primo ministro supplente sostituirà il primo ministro in carica qualora:
- il mandato del primo ministro in carica giunga al termine;
- il primo ministro in carica si dimetta;
- il primo ministro in carica scompaia improvvisamente;
- il primo ministro in carica sia inabilitato solo per motivi di salute e siano trascorsi 100 giorni senza che egli sia di nuovo abile a governare;
- il primo ministro in carica si dimetta come membro della Knesset.”

Da ciò, dunque, si evince perfettamente la posizione giuridica dell’ufficio, nonché le varie casistiche in cui è attivato. Di seguito, la legge chiarifica anche come, nel Governo, vi debba essere una parità di ministri affini sia al Primo Ministro che al Primo Ministro supplente, al fine di mantenere lo status quo. Ecco un estratto:
“[…] Il numero dei ministri identificati come aventi un'affinità per il primo ministro sarà uguale al numero dei ministri che sono identificati come aventi un'affinità per il primo ministro supplente; Tuttavia, se il numero dei ministri non sarà uguale, il governo stabilirà un meccanismo di voto in base al quale il potere di voto di tutti i ministri affiliati al primo ministro sarà uguale al potere di voto di tutti i ministri supplenti affiliati al primo ministro, o regole su come saranno prese le decisioni per garantire tale rapporto. […]” 
Infine, viene definita la cosiddetta “clausola penale”, ovvero cosa accade al Primo Ministro ed al Primo Ministro supplente in caso di condanna del Capo del Governo:
“[…] Il governo che si occupa del primo ministro in carica si applicherà anche al primo ministro supplente, inclusa la clausola 18 (d), che stabilisce che il mandato del primo ministro scade alla sua condanna in una sentenza definitiva su un reato in cui è reo […]”. 
Da ciò, si evince che, quando il primo ministro viene condannato nei metodi scritti precedentemente, il primo ministro supplente lo sostituisce, e quando il primo ministro supplente viene condannato come sopra, il governo non si considera dimesso.

### Malesia
Nella campagna per le elezioni del 2018, l'allora partito di opposizione “Pakatan Harapan” annunciò che, se si fosse formato un governo guidato dal PH, Mahathir Mohamad sarebbe stato inizialmente Primo Ministro e avrebbe concesso la grazia al il leader dell'opposizione incarcerato Anwar Ibrahim, il quale avrebbe poi sostituito il Mohamad dopo il suo rilascio. Tuttavia, mentre Ibrahim è stato rilasciato dal carcere, la rotazione pianificata non è avvenuta a causa del crollo del governo.

### Romania
Nel novembre 2021, in seguito alla crisi politica derivante dalla sfiducia al governo Cîțu del precedente 5 ottobre, i due partiti parlamentari principali, cioè Partito Nazionale Liberale e Partito Social Democratico, strinsero un patto per la creazione di un governo di rotazione: Nel primo anno e mezzo il capo del governo sarebbe stato un esponente del PNL, Nicolae Ciucă, mentre nella seconda parte, con inizio il 25 maggio 2023, il ruolo di primo ministro sarebbe stato ricoperto da un rappresentante del PSD. 
L'accordo prevedeva che, alla rotazione del premier, sarebbero state invertite o modificate anche le seguenti posizioni: il vice primo ministro, il ministro dei trasporti, il ministro degli investimenti e dei progetti europei, il ministro delle finanze, il ministro della giustizia, il segretario generale del governo e il capo della cancelleria del primo ministro. Il terzo partito della coalizione di governo, l'Unione Democratica Magiara di Romania, avrebbe conservato i suoi tre ministeri per l'intera durata del mandato. 
Il governo Ciucă entrò così in carica il 25 novembre 2021, dopo aver ricevuto la fiducia. Il 15 giugno, secondo gli accordi (seppur in ritardo per motivi esterni), il governo è stato sostituito con successo dal Governo Ciolacu I.

### Bulgaria
Nel giugno del 2023, in seguito alle elezioni parlamentari dello stesso anno, già parte di una serie di tornate elettorali dovute a continui e ripetuti stalli parlamentari e instabilità politiche, vista la necessità urgente di formare un nuovo governo stabile, le parti si sono nuovamente trovate davanti ad un intenso processo di negoziazione che, da molti analisti, fu inizialmente ritenuto altamente fallimentare, visti i precedenti tentativi e le conseguenti elezioni anticipate che dal 2021 attanagliavano il paese.
Alla fine, tuttavia, dopo iniziali fallimenti nei negoziati tra i conservatori di GERB ed i liberali di PP-DB, i due gruppi politici hanno trovato un accordo, concretizzatosi in un governo di rotazione, che vedrà il primo ministro Nikolaj Denkov, in carica dal 6 giugno, essere sostituito dall’ex-commissaria europea Marija Gabriel dopo nove mesi.
Successivamente, tuttavia, per via di incomprensioni e disaccordi, nonostante l’avvio del procedimento da parte di Nikolaj Denkov, l’accordo è comunque fallito, portando alle dimissioni definitive del governo.